# Ганновер 96 II
«Ганновер II» — немецкий футбольный клуб из города Ганновер, выступающий с сезона 2024/25 в Третьей лиге. Является резервной командой клуба «Ганновер 96». Начиная с 1959 года команда принимает участие в любительских и полупрофессиональных соревнованиях.

## История
Команда, выступавшая под названием Hannover 96 Amateur, впервые появилась в высшей лиге Нижней Саксонии, Amateuroberliga Niedersachsen West второго уровня, после повышения в звании в 1959 году. Команда выиграла лигу в своем первом сезоне там, но затем была переведена в восточный дивизион, который она выиграла в 1963/64 годах. Любительская лига Нидерсахсен стала единой лигой с 1964 года, а «Ганновер 96» завоевал первые три чемпионских титула с 1964 по 1967 год.
Ганновер 96 II стал первой резервной командой, которая вышла в финал любительского чемпионата Германии, когда она победила BV Osterfeld 3:0 в повторе финала 1959-60. Он взял ещё два титула в 1963/64 и 1964/65 годах, в обоих случаях победив СВ Висбаден в финале. После этого последовали два неудачных финальных выступления в 1965/66 и 1966/67 годах, проиграв СВ Вердеру Бремен и СТВ Хорсту Эмшеру. Финал 1966 года должен был быть единственным, оспариваемым двумя резервными сторонами, в то время как 1967 год был последним для команды.
После сезона 1966/67 команда несколько снизилась, всё ещё сильная сторона в Любительской лиге, но не завоевала ещё один титул. В конце сезона 1973/74 года «Ганновер» не смог пройти квалификацию в новую «Оберлигу Норд», заняв четвёртое место, когда требовалось финишировать в тройке лучших. В 1984/85 команда была низведена с того, что теперь стало Verbandsliga Niedersachsen, сделала немедленное возвращение в следующем сезоне, но потерпела ещё одно понижение в 1990 году. Ганновер снова вернулся в Вербандслигу и в 1993/94 годах квалифицировался в новую Оберлигу четвёртого уровня Нидерсахсен/Бремен, заняв 14-е место, самое низкое возможное место для квалификации. Команда играла в Оберлиге в течение трех сезонов в качестве низшей команды таблицы до вылета в 1997 году.
Вернувшись в западный дивизион Вербандслиги, ещё раз разделенный, Ганновер занял низкое место в таблице в 1998 и 1999 годах, но выиграл лигу в 1999/2000 годах и вернулся в Оберлигу. Ещё одно понижение в 2001 году последовало за продвижением по службе в 2003 году. Пятое место в лиге в 2003/04 годах квалифицировало команду для воссозданной Оберлиги Норд, где она играла в течение следующих четырёх сезонов. Реформа лиги в 2008 году, когда 3. Лига была представлена, взяла Ганновер до Regionalliga Nord, где он играет с тех пор.
Ганновер 96 II также участвовал в первом раунде Кубка Германии, пять раз, в 1966/67, 1976/77, 1981/82, 1982/83 и 2004/05 годах. В каждом случае команда была нокаутирована в первом раунде «Боруссией Нойнкирхен», мюнхенской «Баварией», ВФБ Эппинген, леверкузенским «Байером 04» и оберхаузенским «Рот-Вайсом».

## Награды
Почетные звания клуба:
- Чемпионат Германии среди любителей
  - Чемпионы: 1959-60, 1963-64, 1964-65
  - Второе место: 1965-66, 1966-67
- Amateurliga Niedersachsen
  - Чемпионы: 1959-60, 1963-64, 1964-65, 1965-66, 1966-67
- Verbandsligas Niedersachsen-West
  - Чемпионы: 1999—2000, 2002-03
- Кубок Нижней Саксонии
  - Победители: 1981-82

## Последние сезоны
Последние посезонные выступления клуба:
| Сезон   | Дивизион                  | Уровень | Позиция   |
| 2003-04 | Оберлига Нижняя Саксония  | IV      | 5 место   |
| 2004-05 | Оберлига Норд             | IV      | 11 место  |
| 2005-06 | Оберлига Норд             | IV      | 5 место   |
| 2006-07 | Оберлига Норд             | IV      | 6 место   |
| 2007-08 | Оберлига Норд             | IV      | 4 место ↑ |
| 2008-09 | Региональная лига «Север» | IV      | 6 место   |
| 2009-10 | Региональная лига «Север» | IV      | 8 место   |
| 2010-11 | Региональная лига «Север» | IV      | 9 место   |
| 2011-12 | Региональная лига «Север» | IV      | 6 место   |
| 2012-13 | Региональная лига «Север» | IV      | 4 место   |
| 2013-14 | Региональная лига «Север» | IV      | 11 место  |
| 2014-15 | Региональная лига «Север» | IV      | 14 место  |
| 2015-16 | Региональная лига «Север» | IV      | 12 место  |
| 2016-17 | Региональная лига «Север» | IV      | 11 место  |
| 2017-18 | Региональная лига «Север» | IV      |           |

- С введением в 2008 году 3-й лиги в качестве нового третьего уровня ниже 2-й Бундеслиги, все лиги ниже упали на один уровень.

| ↑ Повышен | ↓ Понижен |

## Игроки
| №  |                        | Поз. | Имя               | Год рождения |
| -- | ---------------------- | ---- | ----------------- | ------------ |
| 1  | Флаг Германии          | Вр   | Паскаль Кокотт    |              |
| 2  | Флаг Германии          | Защ  | Финн Клеешэцки    |              |
| 3  | Флаг Германии          | Защ  | Рене Рютер        |              |
| 4  | Флаг Албании           | Защ  | Рамен Чепеле      |              |
| 5  | Флаг Германии          | Защ  | Янник Люрс        |              |
| 6  | Флаг Республики Косово | ПЗ   | Адем Подримай     |              |
| 7  | Флаг Германии          | Нап  | Джойс Луейе-Нкула |              |
| 8  | Флаг Германии          | ПЗ   | Луис Оппи         |              |
| 9  | Флаг Германии          | Нап  | Тео Шрёдер        |              |
| 10 | Флаг Германии          | ПЗ   | Эрик Ульманн      |              |
| 11 | Флаг Германии          | ПЗ   | Монджу Момулу     |              |
| 12 | Флаг Германии          | Вр   | Марко Пинкернелле |              |
| 14 | Флаг Германии          | ПЗ   | Марсель Рау       |              |
| 15 | Флаг Германии          | Защ  | Дамион Зура       |              |
| 16 | Флаг Германии          | Защ  | Жан-Эрик Эйкхорн  |              |

| №  |               | Поз. | Имя              | Год рождения |
| -- | ------------- | ---- | ---------------- | ------------ |
| 17 | Флаг Германии | Нап  | Мариан Рутковски |              |
| 18 | Флаг Германии | Защ  | Финн Аркенберг   |              |
| 19 | Флаг Германии | Нап  | Робин Фридрих    |              |
| 20 | Флаг Германии | Нап  | Марин Поповиц    |              |
| 21 | Флаг Германии | Защ  | Лоренц Голленбах |              |
| 22 | Флаг Германии | Вр   | Лиам Тирнан      |              |
| 23 | Флаг Германии | ПЗ   | Луис Гессе       |              |
| 24 | Флаг Германии | ПЗ   | Ник Степанцев    |              |
| 25 | Флаг Германии | ПЗ   | Ларс Гиндорф     |              |
| 26 | Флаг Камеруна | Нап  | Франк Эвина      |              |
| 27 | Флаг Франции  | ПЗ   | Том Мустие       |              |
| 28 | Флаг Германии | Нап  | Виктор Горны     |              |
| 29 | Флаг Германии | Нап  | Энсар Скрийель   |              |
| 30 | Флаг Германии | Вр   | Тони Шталь       |              |

## Тренерский штаб
| Должность                 | Имя              |
| ------------------------- | ---------------- |
| Главный тренер            | Даниель Штендель |
| Помощник главного тренера | Тимо Штрукмейер  |
| Тренер вратарей           | Паскаль Борель   |
| Видеоаналитик             | Арес Энрик       |
| Менеджер команды          | Джеральд Штарке  |